# OH!スーパーミルクチャン
『OH！スーパーミルクチャン』（オー! スーパーミルクチャン）は、2000年1月27日から4月13日までスペースシャワーTV、WOWOW他で放送された日本のギャグアニメ。全12話。

## 概要
1998年6月18日から9月24日までフジテレビ系深夜番組のFlyer TV内で『スーパーミルクちゃん』のタイトルで放送された約10分の短編アニメとしてスタート（全14話）。2000年より現タイトルにリニューアルされ30分番組となり、おもに衛星放送にて放送。特にアニマックスでは頻繁に放送され後半は単に編成で空白が出た時に尺埋め番組として多用された。
一時期shockwave.co.jpで『OH!スーパーミルクチャン ミルクのIT革命』という番外編的なアニメが配信されていた。
アメリカのカートゥーンネットワーク (Adult Swim)でも『The Super Milk-chan Show』というタイトルで深夜に放送された。
2000年代に入ってからもしばらくの間WebサイトやOVAとしてオリジナル新作が発表、キャラクターグッズも多く発売されていた。
2021年2月、「大統領から国民の皆様へ 大切なお知らせ」と題したショート映像と共に本作のリブートプロジェクト『スーパーミルクチャンForever♥』を発表（#外部リンク参照）。同年の春より本格的に様々な展開を行うとしている。

## ストーリー
謎の少女ミルクチャンが、大統領の指令を受けて様々な事件に挑む。ポップな絵柄とは裏腹に、実在の有名人や漫画・アニメなどを題材としたパロディや、ブラックネタ、毒満載の不条理な展開が特徴である。

## 登場人物
ミルクチャン
声 - 中村春香
本作の主人公。謎の少女で年齢は不明だが、公式では「子供」である。袖をダブつかせ、時折よだれを垂らしているが、一応これでも政府の諜報部員らしい。性格は気紛れでワガママで浪費家。消費者金融に借りた金は返さない主義で、家賃も半年ほど滞納している。さらに容姿に似合わぬかなりの毒舌家で、しばしばとても子供が知っているとは思えないような言葉を発する。好物はジャンクフードと寿司と豚足（嫌いなものは多い）。怪しい通販で、拳銃のトカレフを購入したことがある。
- お決まりの口癖
  - 気に入らないことに対し「ばかっつら〜」
  - 電話を取る際に「はーい○○（毎回異なる）です、な〜んつってな」
  - 大統領からの任務を請け負う時「ラジャー了解〜」
  - 任務を終え「これにて任務完了。寿司でも食い行っか〜」

テツコ
声 - 柚木涼香
ミルクの家に住んでいる、テツコスペシャルインターネット機能を搭載した哺乳瓶型ロボット。製造されて2年である。ミルクの保護者的存在だが、かなりの悪趣味で、完全になめられている。必殺技は強烈なおなら（テツコガス）。時々、桃色の背景で「ロマンチックゥ〜」と言い恍惚の表情を浮かべる。自分を設計した父親（開発者）との再会を夢みているが、開発元の「王様のアイデア研究所」所長であるアイパッチ博士があまりにも自分を冷淡に扱うので「この人が私のお父さんじゃありませんように…」と心から願っている。一度、「2000回問題」で壊れたことがある。その際、ミルクチャンに連れられアイパッチ博士に診てもらったが、相変わらず冷淡に扱われ、深層心理の中からいつも通りのセリフを言った。ハルオという彼氏がいる。初代『スーパーミルクちゃん』初期では普通の女性声であったが、途中からボイスエフェクターを使用した声になり、『OH！スーパーミルクチャン』では低めの声に変更された。
大統領
声 - 長島雄一
ミルクに毎回指令を与えている張本人。本名と年齢（公式では「おやじ」である）は不明。最初期は普通に喋っていたが、後に語尾に「ダス」をつけるようになる。家族には母と妻子がいるが、愛人もいる。大統領という重職だが、仕事にはいい加減でかなり小心者。下ネタ好きの女好きで、自分の飼い猫にまで性行為を行っている。そのせいか、国民から反感を買っているようで、某白装束を着た白人至上主義の団体の格好をした集団にギロチンで処刑されそうになったり、黒装束の集団に拉致され電気ショックで処刑されたりする夢を見ている（しかも毎度くだらない見返り（国民全員にベストジーニストを与えると言ったり、蛭子さんの秘蔵VTRを見せるというもの）で命乞いした挙句、「死刑ッ!」の掛け声で処刑されるのが定番）。流行り物にかなり疎いせいで、いつもミルクやテツコたちから馬鹿にされている。机には必ずと言っていいほどインチキな品物が置いてあり、部屋の外の風景は毎回異なる。体はかなり不潔で悪臭を放っており、常にハエが周りを飛びまわっている。次回予告のナレーションも務めているが、内容は本編と全く関係がない。食糧危機に瀕した宇宙人に拉致され、大量に食用のクローンを作られたことがある。その宇宙人によると頭のこぶが一番美味しいとのこと。
ハナゲ
声 - ブラッド・ピュット
ミルクの家に住んでいる謎の生物。鼻から鼻毛が出ている。年齢は52歳で家族（妻と子供）もいるらしい。全宇宙語を理解できるが「ドピュー」と「ピャッピャッ」しか話せないので宝の持ち腐れである。一度浮気の経験があり、しかも妻にバレている。大統領と共に宇宙人にさらわれた経験を持つ。最終話ではオヤジから美少女へと華麗な転身を遂げ、「ドピュ」に代わって「チェキ」と言うようになった。たまに手柄を立てるも、気づいてもらえないことが多い。
ロボドッグ犬1号
声 - 長島雄一
王様のアイデア研究所で開発された犬型ロボット。口が悪く、放送禁止用語や英語圏のスラング用語を連発し、語尾に「ワン」が付く。後頭部にはめ込み式のカートリッジにより様々な物を正確に嗅ぎ分けることができる。その鼻の性能は普通の犬の10万倍である。テツコとは生まれた場所は同じだが非常に仲が悪くケンカばかりしている。必殺技は噛みつき攻撃。
アイパッチ博士
声 - 飛田展男
天才発明家で「王様のアイデア研究所」の所長。年齢は不詳。大統領の指令に従って発明するが、完成したものは変な物が多く、役に立たないことも。博士の開発したと思われる乗り物は全て変な音を出しながら移動する。人と話すときは常にモニター越しである。ミルクには「可愛い」からという理由で優しく接するが、テツコに接する際の態度は非常に冷淡で、たびたび暴言をはいている。眼帯の絵柄は不規則に変わる。ドクター中松を尊敬している。
なお、ミルクとの会話が一通り終わったと思いきや、一瞬だけ一言コメントを発して終わる特徴がある。
大家
声 - 日出郎
ミルクの住む家の家主で、おかま。年齢は41歳で本名は不明。おしゃれ好きで1970年代のディスコファッションスタイル。本人は上品だと言っているが実際は下品である。半年も滞納したミルクの家賃を昼夜問わず毎日取立てに来るが、騙されやすい性格ゆえ、いつも騙されて失敗に終わっている。自称「恋の有段者」。年に一度のおかまの祭典「ウルトラオカマレイヴ」に参加するほどの目立ちたがり屋である。三度の飯よりも他人の不幸が好きで、趣味は動物を虐めることである。
アリの一家
ミルクの家の庭に住むアリの家族。夫婦仲は倦怠気味。ミルクから度重なるイジメ（ミルク本人にそういう意識はないが）を受ける。回を追うごとに家庭環境が荒んでいく。
蟻田よしき
声 - 飛田展男
パパ。モハメド・アリを尊敬しており、息子には強い男になってほしいと願っている。しかし、実生活ではオヤジ狩りに遭ったり、妻に不倫されたりと気苦労が絶えない。最終話にて家族を失い（後述）、自殺をほのめかす遺書を残して失踪。文面は円谷幸吉の遺書のパロディであった。
ヘレン
声 - 柚木涼香
ママ。夫を軽蔑しており、恥を息子にばらす、シロアリと不倫する、眼前でテレクラに登録して恋人を募集する、とやりたい放題。最後は夫を捨てて伝言ダイアルで出会った軍隊アリのもとへ逐電。その際、子供を連れて行った上、慰謝料まで要求していた。
アリ夫
純粋な子供アリ。まだ姿は幼虫。幼いがゆえに、父よしきの心を踏み躙るような発言をする。芋虫の照り焼きハンバーグが好物。母と共に家出する頃には、残り3か月で成虫になるほどまでに成長していた。
舞茸秋子
声 - 皆口裕子
「キノコバター炒め」というビデオエッセーを劇中で発表している。元不良で、どうやら子供もいるらしい。「キノコバター炒め」だけ実写映像のみで構築されているが、映像は詩とはあまり関係ないものが流れる。なお、この「キノコバター炒め」は『ねるとん紅鯨団』のナレーションそっくりだが、『ねるとん紅鯨団』のナレーションが皆口のナレーションであり、これをヒントとしたコーナーである。
林家薔薇蔵
女装趣味のある「ラーメン屋」。45歳の男性だが、ぎんさんが描かれた偽金で“本当の女”になったとか、なっていないとか。女装を非難した同僚宅に放火したり、自分の写真集を出版しろと英知出版（ただし、劇中で写ったビルは本当の英知出版のビルではなかった）に立て篭もったりと、様々な犯罪を起こしてはニュースを騒がせる。最終話ではアラブの大富豪の第3夫人となるというドンデン返しを見せた。
パステルしんさん
声 - 飛田展男
ミルクとテツコの観ている番組『パステルしんさん』の主人公。幼稚園児の格好をした中年親父で、性格も幼稚園児。『クレヨンしんちゃん』のパロディキャラクターで、似ても似つかぬ風貌ながら、口調や主題歌は本家を意識している。本物の幼稚園児ら（かなりませた性格）と遊ぼうとするものの嫌がられる。
ヒロスエ
声 - 田村ゆかり
「突撃ビンボー人の晩ご飯」（となりの晩御飯のパロディ）のリポーターで、バカ田大学の大学生。広末涼子のパロディキャラクター。西岸良平風や柳沢きみお風の家を訪れ、その貧相な食事内容を中傷じみた口調でレポートする。最後は嫌々ながらも試食し、「マジでゲロ吐く5秒前（広末の持ち歌、MajiでKoiする5秒前のパロディ）で〜す」とキメ台詞を発する。
カンチ
声 - 江戸家まねき猫
大統領の飼っている猫。性別はメス。名前の元は、『東京ラブストーリー』の永尾完治からきている。ダンボール箱に捨てられていたところを大統領に拾われ、共に世界を渡ったうえ種族を超えた仲にまで発展した。しかし大統領の愛情が行きすぎたために家出し、猫たちが住むニャンニャンワールドに移り住んで援助交際で餌を食いつないでいた。その後、大統領の依頼によって訪れたミルクたちに説得され大統領のもとに帰った。

## スタッフ
スーパーミルクちゃん
- 企画プロデュース - 佐谷秀美、真木太郎
- 原案・監督・デザイン - 田中秀幸
- シリーズ構成・脚本 - 椎名基樹
- 演出 - 新田義方
- サブデザイン - 杉藤さゆり、奥田泰弘、三好和也、ムラオミノル、小木曽伸吾、宇佐美皓一、高橋資祐
- 設定 - 松岡秀明
- 作画 - 松岡秀明、辻涼、渡部あきら、宇都木勇、桜井木の実、藤田麻貴
- 美術監督 - 長尾仁
- 撮影監督 - 中谷友香
- 音響監督 - 岩浪美和
- 音楽 - 本位田牧
- プロデューサー - 鳥澤晋、木村健吾
- アニメーション制作プロダクション - 東京キッズ
- 制作協力 - フレイムグラフィックス
- 製作 - スープレックス、ジェンコ、ジェネオンエンタテインメント

OH! スーパーミルクチャン
- 企画プロデュース：佐谷秀美、案納俊昭、布川郁司
- 原案・監督・デザイン - 田中秀幸
- 助監督 - 大畑清隆
- シリーズ構成 - 椎名基樹
- キャラクターデザイン - 吉松孝博
- アニメーション監督 - 大森貴弘
- メインアニメーター - 志田ただし
- 美術監督 - 岡田有章
- 色彩設計 - 海鋒重信
- 撮影監督 - 松本敦穂
- 編集 - 関一彦
- 音響監督 - 岩浪美和
- サウンドデザイン - 笠松広司
- プロデューサー - 森尻和明、深草礼子、渡辺和昌
- アニメーション制作プロデューサー - 高見正人
- アニメーション制作プロダクション - ぴえろ
- 制作協力 - フレイムグラフィックス
- 製作 - スープレックス、ジェンコ、スペースシャワーネットワーク、ジェネオンエンタテインメント

## 主題歌
スーパーミルクちゃん
オープニング、エンディングは無し。
OH! スーパーミルクチャン
オープニングテーマ「狼なんか怖くない」
作詞 - 阿久悠 / 作曲 - 吉田拓郎 / 歌 - 中村春香
映像は『エースをねらえ!』『マジンガーZ』『巨人の星』『キューティハニー』『デビルマン』などのオープニングやエンディングのパロディになっており「ロケ地：○○」と表示される。
エンディングテーマ「ツッパリHighschool Rock'nRoll〜大統領編」
作詞・作曲 - タミヤヨシユキ / 歌 - 長島雄一
横浜銀蝿「ツッパリHigh School Rock'n Roll（登校編）」の替え歌。フルサイズ版とテレビサイズ版では曲のアレンジが異なる。エンディングの最後には大統領の魂の叫びがある。1話 - 4話は大阪府知事（当時）だった横山ノックが発言していたセリフ「大阪府知事をどこまでいじめれば気が済むんだ」、5話 - 8話は8話からの大統領のセリフ「カンチ！セックスしよっ！」またそれに続く歌詞「こんなに好きなのにつれないなー！」は別テイクが採用されている、9話 - 12話は「ご唱和をお願いします！…なんだバカ野郎！」になっている。

## 各話リスト

### スーパーミルクちゃん
| 話数 | サブタイトル                     |
| ---- | -------------------------------- |
| 01   | ミルクちゃん登場の巻             |
| 02   | トカレフの、ようなものの巻       |
| 03   | エコロジーだよミルクちゃんの巻   |
| 04   | アニマル奇想天外の巻             |
| 05   | ミルクの炎のチャレンジャーの巻   |
| 06   | ミルクのなんでも鑑定隊の巻       |
| 07   | ミルクの少年ナイフの巻           |
| 08   | 盗まれた闘魂の巻                 |
| 09   | トムヤムクン・イリュージョンの巻 |
| 10   | ねずみは2度死ぬの巻              |
| 11   | 時をかける大統領の巻             |
| 12   | テツコのブッとび初デートの巻     |
| 13   | 天に代わっておやじがりの巻       |
| 14   | さよならミルクちゃんの巻         |

### OH! スーパーミルクチャン
| 話 | 放送日         | サブタイトル                                   | 脚本                | 絵コンテ          | 演出                     | 作画監督                              |
| -- | -------------- | ---------------------------------------------- | ------------------- | ----------------- | ------------------------ | ------------------------------------- |
| 01 | 2000年 1月27日 | ミルクの亡者が街にやって来たの巻               | 椎名基樹            | 田中秀幸 大森貴弘 | 大森貴弘                 | 志田ただし                            |
| 02 | 2月03日        | ミルクのギバちゃんからダイオキシンの巻         | 椎名基樹            | 田中秀幸 石原立也 | 石原立也                 | 池田晶子                              |
| 03 | 2月10日        | ミルクの負けるな! 墨校ナインの巻               | 椎名基樹            | 田中秀幸 大畑清隆 | 大畑清隆                 | 橋本英樹                              |
| 04 | 2月17日        | ミルクの遊星からの帰ってきた若大将の巻         | 椎名基樹            | 田中秀幸 松本淳   | 松本淳                   | 志田ただし                            |
| 05 | 2月24日        | ミルクのモチがのびたりちぢんだりの巻           | 椎名基樹            | 田中秀幸 石原立也 | 石原立也                 | 池田晶子                              |
| 06 | 3月02日        | ミルクのタワーリング・ホームレスの巻           | 椎名基樹            | 大森貴弘          | 松本淳                   | 志田ただし                            |
| 07 | 3月09日        | ミルクのタンタンたぬき・平成豚合戦ブーブーの巻 | 椎名基樹 ピエール瀧 | 田中秀幸 大畑清隆 | 大畑清隆                 | 橋本英樹                              |
| 08 | 3月16日        | ミルクのバーチャルサウンドシステムの巻         | 椎名基樹            | 石原立也          | 石原立也                 | 池田晶子                              |
| 09 | 3月23日        | ミルクの金融腐蝕半島の巻                       | 椎名基樹            | 田中秀幸 大森貴弘 | 松本淳                   | 志田ただし                            |
| 10 | 3月30日        | ミルクのホーホケキョ・死ぬのはどっちだの巻     | 椎名基樹            | 田中秀幸 石原立也 | 石原立也                 | 池田晶子                              |
| 11 | 4月06日        | ミルクのまったりトーク・ゴチになりますの巻     | 椎名基樹            | 田中秀幸 大森貴弘 | 大畑清隆 石原立也 松本淳 | 志田ただし 池田晶子 橋本英樹 吉松孝博 |
| 12 | 4月13日        | ミルクのさよなら人類：エピソード最後の巻       | 椎名基樹            | 田中秀幸 大畑清隆 | 大畑清隆                 | 橋本英樹                              |
| EX | 未放送         | ミルクのノーマーシー！不倫は文化だ！の巻       | 椎名基樹            | 田中秀幸 大森貴弘 | 大森貴弘                 | 志田ただし                            |

### OH! スーパーミルクチャン ミルクのIT革命
| 話数 | サブタイトル                                  |
| ---- | --------------------------------------------- |
| 01   | ミルクの誰でもピカソの巻                      |
| 02   | ミルクの気ままにインタラクティブの巻          |
| 03   | ミルクのがんばれ星野 ヴァーチャル鉄拳制裁の巻 |
| 04   | ミルクのセレブの貞操観念拝見の巻              |
| 05   | ミルクの雨音はルパンの調べの巻                |
| 06   | ミルクの痛みをともなう構造改革の巻            |
| 07   | ミルクのラジオミルクオンエア                  |

## 映像ソフト
| メディア | 発売日         | 商品名                                                        | 収録作品                                                                                    | 備考                                    |
| -------- | -------------- | ------------------------------------------------------------- | ------------------------------------------------------------------------------------------- | --------------------------------------- |
| LD       | 1998年12月22日 | スーパーミルクちゃん                                          | スーパーミルクちゃん 第1話 - 第14話                                                         |                                         |
| VHS      | 1998年9月25日  | スーパーミルクちゃん ミルクちゃん中暴れの巻                   | スーパーミルクちゃん 第1話 - 第7話                                                          |                                         |
| VHS      | 1998年10月23日 | スーパーミルクちゃん ミルクちゃんのマルチメディア健康法       | スーパーミルクちゃん 第8話 - 第14話                                                         |                                         |
| VHS      | 2000年4月25日  | OH! スーパーミルクチャン 第1巻                                | OH! スーパーミルクチャン 第1話 - 第2話                                                      |                                         |
| VHS      | 2000年4月25日  | OH! スーパーミルクチャン 第2巻                                | OH! スーパーミルクチャン 第3話 - 第4話                                                      |                                         |
| VHS      | 2000年5月26日  | OH! スーパーミルクチャン 第3巻                                | OH! スーパーミルクチャン 第5話 - 第6話                                                      |                                         |
| VHS      | 2001年5月26日  | OH! スーパーミルクチャン 第4巻                                | OH! スーパーミルクチャン 第7話 - 第8話                                                      |                                         |
| VHS      | 2001年6月23日  | OH! スーパーミルクチャン 第5巻                                | OH! スーパーミルクチャン 第9話 - 第10話                                                     |                                         |
| VHS      | 2001年6月23日  | OH! スーパーミルクチャン 第6巻                                | OH! スーパーミルクチャン 第11話 - 第12話                                                    |                                         |
| DVD      | 1998年10月23日 | スーパーミルクちゃん                                          | スーパーミルクちゃん 第1話 - 第14話                                                         | 2007年3月21日に低価格版発売             |
| DVD      | 2000年4月25日  | OH! スーパーミルクチャン 第1巻                                | OH! スーパーミルクチャン 第1話 - 第2話                                                      |                                         |
| DVD      | 2000年4月25日  | OH! スーパーミルクチャン 第2巻                                | OH! スーパーミルクチャン 第3話 - 第4話                                                      |                                         |
| DVD      | 2000年5月26日  | OH! スーパーミルクチャン 第3巻                                | OH! スーパーミルクチャン 第5話 - 第6話                                                      |                                         |
| DVD      | 2001年5月26日  | OH! スーパーミルクチャン 第4巻                                | OH! スーパーミルクチャン 第7話 - 第8話                                                      |                                         |
| DVD      | 2001年6月23日  | OH! スーパーミルクチャン 第5巻                                | OH! スーパーミルクチャン 第9話 - 第10話                                                     |                                         |
| DVD      | 2001年6月23日  | OH! スーパーミルクチャン 第6巻                                | OH! スーパーミルクチャン 第11話 - 第12話                                                    |                                         |
| DVD      | 2002年3月2日   | Grasshoppa Vol.2                                              | OH! スーパーミルクチャン ミルクのノーマーシー！不倫は文化だ！の巻                           |                                         |
| DVD      | 2003年2月5日   | OH! スーパーミルクチャン ミルクのIT革命                       | OH! スーパーミルクチャン ミルクのIT革命 第1話 - 第7話                                       |                                         |
| DVD      | 2004年11月26日 | OH! スーパーミルクチャン エグゼクティブプロデューサーズカット | OH! スーパーミルクチャン 第3話・第4話・第9話（OA版） OH! スーパーミルクチャン 第1話（US版） |                                         |
| DVD      | 2005年4月27日  | OH! スーパーミルクチャン ミルク大全集                         | OH! スーパーミルクチャン 第1話 - 第12話                                                     | 未発表の100話を収録した特典ディスク付き |

## CD
- OH! スーパーミルクチャン オリジナル・サウンドトラック ミルクのカラオケオリンピック!

2000年2月25日発売。発売はパイオニアLDC。本作の登場人物がカラオケ大会で1970年 - 1980年代の曲を歌うという内容。ボーナストラックとしてオープニングテーマ「狼なんか怖くない」、エンディングテーマ「ツッパリHighschool Rock'nRoll〜大統領編」のテレビサイズを収録。

## 書籍
- 『怒りそしてミルクチャンの日々』著：よしもとばなな、幻冬舎、2002年9月1日。ISBN 978-4344002470。
- 『スーパーミルクチャン 超同人アベンジャーズ』著：灰とヒッコリー、たにはらなつき、江崎びす子、氷川へきる、ようなぴ、大川ぶくぶ、田中秀幸、椎名基樹、つのがい、2022年8月13日。

## 漫画版
たまご♥やき作画で、講談社『ヤングマガジンアッパーズ』2000年21号から2002年7号まで連載されていた。単行本全1巻。